# Слободан Дубајић
Слободан Дубајић (Зрењанин, 19. фебруар 1963) бивши је српски и југословенски фудбалер. Играо је на позицији одбрамбеног играча.

## Каријера
Поникао је у Напретку из Честерега, након чега је прешао у зрењанински Пролетер. За први тим Пролетера је наступао од 1982. до 1991. године, био је стандардни првотимац и капитен екипе.
У иностранству је наступао за немачки Штутгарт (1991-96), са којим је 1992. постао првак Немачке. Играо је кратко за турски Зејтинбурнуспор СК и за јапански клуб Вегалта Сендај (1997-2000) у коме је завршио играчку каријеру.
Дубајић је требало да буде у саставу репрезентације Југославије на Европском првенству 1992. у Шведској, али је међународна заједница избацила југословенски тим са турнира због санкција.
За А репрезентацију СР Југославије одиграо је један меч. Једини пут дрес репрезентације је облачио 23. децембра 1994. против Бразила (0:2), када су „плави” први пут након укидања санкција одиграли званичну међународну утакмицу.

## Трофеји
- Штутгарт
  - Бундеслига: 1991/92.
  - Суперкуп Немачке: 1992.